# Printemps, pruniers en fleurs, Pontoise
Printemps, pruniers en fleurs, Pontoise (Nederlands: Lente, tuin met bloeiende pruimenbomen) is een schilderij van de Franse impressionistische kunstschilder Camille Pissarro uit 1877, olieverf op doek, 65,5 × 81 centimeter groot. Het werk is te zien in het Musée d'Orsay te Parijs, uitgeleend door het Louvre.

## Context
In 1872 lieten Pissarro en Cézanne zich neer in Pontoise, nabij Parijs. Tussen beide schilders, die elkanders werk altijd uitgebreid becommentarieerden, ontstond een bijzondere wisselwerking. Rond 1870 werd echter ook duidelijk dat ze beide een andere weg insloegen. Met name in het werk van Cézanne tekende zich steeds nadrukkelijker de rigoureuze structurering af die zijn latere werken zou kenmerken. Pissarro werk viel op door de korte penseelstreken, snel aangebracht, die anticipeerden op het pointillisme, dat hij later zou omarmen. Exemplarisch voor de verschillende stijlrichtingen die beide schilders insloegen zijn de landschappen Lente, tuin met bloeiende pruimenbomen van Pissarro en Le Jardin de Maubuisson, Pontoise van Cézanne, die ze zij aan zij "en plein air" schilderden in de boomgaard in de boomgaard achter Pissaro's huis in Pontoise.

## Afbeelding
Lente, tuin met bloeiende pruimenbomen integreert het heuvelachtige landschap van Pointoise met de schilderachtige huizen, een combinatie waar Pissarro een soort van patent op had. Door het in korte, streperige penseelstreken weergeven van de lichte pruimenbloesem, die op afstand vervloeien tot een soort van vagen, probeert hij het gevoel van de frisheid van het voorjaar en de nieuwe groei over te brengen bij de kijker. Zijn belangstelling ging vooral uit naar de weergave van het licht en schaduw, waarbinnen elementen versmelten tot een geheel. De contourenlijnen zijn vaag. De blauwe en rode daken van het dorpje vervloeien met de veervormige bomen. Pissarro hing de theorie aan dat elk element in een schilderij begrepen moest worden in het kader van het geheel en dat alle delen daartoe dienden samen te werken. De toeschouwer moest het werk in een keer in zich op kunnen leven, net als hij doet in het werkelijke leven. Het ging hem daarmee om de totaalcompositie, een streven dat hij deelde met zijn vriend Cézanne.
Cézanne zei over Pissarro: "Van alle impressionisten benadert hij de natuur het dichtst”. Zijn werk demonstreert de intense vreugde die hij eraan beleeft. Pissarro zou in zijn werkwijze altijd dichter bij de werkelijkheid blijven dan Cézanne.

## Galerij

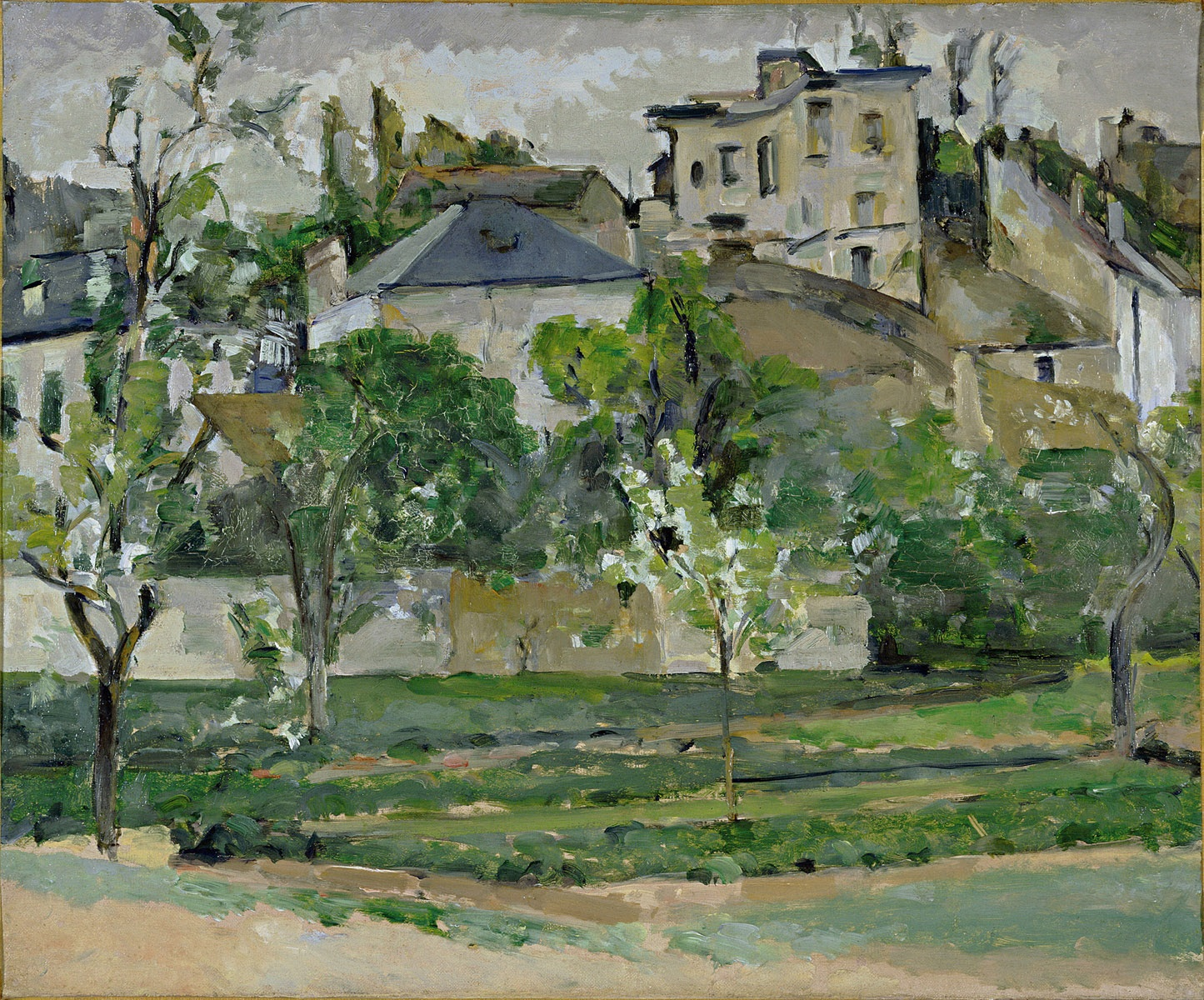
Cézanne: Le Jardin de Maubuisson, Pontoise, hetzelfde tafereel, samen met Pissarro geschilderd
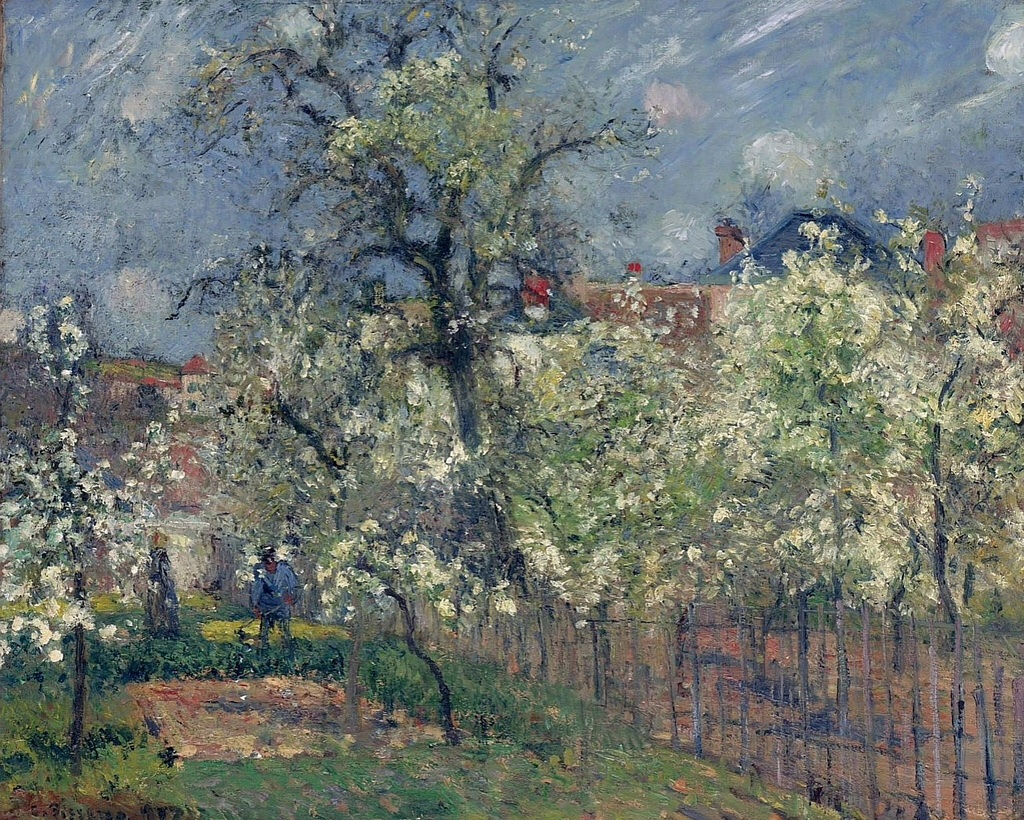
Pissarro: Le Jardin de Maubuisson, Pontoise, vergelijkbaar werk, zelfde tuin, zelfde jaar